# Cervona Dolîna (Abazivka), Poltava
Cervona Dolîna (în ucraineană Червона Долина) este un sat în comuna Abazivka din raionul Poltava, regiunea Poltava, Ucraina.

## Demografie
Componența lingvistică a localității Cervona Dolîna
     Ucraineană (88,89%)
     Rusă (11,11%)
Conform recensământului din 2001, majoritatea populației localității Cervona Dolîna era vorbitoare de ucraineană (88,89%), existând în minoritate și vorbitori de rusă (11,11%).